# Indrek Sei
Indrek Sei (* 26. Juli 1972 in Tallinn, damals Estnische SSR, Sowjetunion) ist ein ehemaliger estnischer Schwimmer. Seine Hauptstrecken waren die kurzen Schmetterlings- und Freistilstrecken sowie das Lagenschwimmen. Mit dem Gewinn der Bronzemedaille bei den Sprintschwimmeuropameisterschaften 1991 in Gelsenkirchen wurde er der erste estnische Medaillengewinner bei Kurzbahneuropameisterschaften.

## Werdegang
Indrek Sei begann im Alter von sieben Jahren mit dem Schwimmsport. Der zweifache Juniorenweltmeister von 1989 über 100 Meter Freistil und mit 4-mal-100-Meter-Freistilstaffel hatte seinen ersten internationalen Auftritt bei den Senioren im Alter von 19 Jahren bei den Sprintschwimmeuropameisterschaften 1991 in Gelsenkirchen, wo er überraschend die Bronzemedaille über 100 Meter Lagen gewann. Dieses Resultat konnte er ein Jahr später bei den Sprintschwimmeuropameisterschaften 1992 in Espoo wiederholen. Bei den Olympischen Spielen 1992 in Barcelona ging er über 50 Meter und 100 Meter Freistil an den Start und belegte die Plätze 31 und 32. Diese beiden Strecken schwamm er auch bei den Schwimmeuropameisterschaften 1993 in Sheffield, wo er die Plätze zwölf und elf belegte. Auch bei den Sprintschwimmeuropameisterschaften 1993 in Gateshead sicherte sich Sei eine Medaille über die 100 Meter Lagen und wurde diesmal nur vom Niederländer Ron Dekker geschlagen. Bei den Kurzbahnweltmeisterschaften 1993 in Palma erreichte er das Finale über 50 Meter Freistil und belegte am Ende den siebenten Platz. In den folgenden Jahren konnte er seine Leistungen nicht weiter steigern und schied bei Weltmeisterschaften meist schon im Vorlauf aus. Dennoch wurde er für die Olympischen Spiele 1996 in Atlanta nominiert. er belegte über 50 Meter Freistil den 26. Platz und über 100 Meter Freistil den 32. Platz. Bei den Kurzbahnweltmeisterschaften 1997 in Göteborg erreichte er die Halbfinalläufe über 50 und 100 Meter Freistil. Er belegte am Ende die Plätze elf und 14. Sei trat des Weiteren über 100 Meter Schmetterling an, schied aber trotz Bestleistung im Vorlauf aus. 1998 verpasste er als Zehnter bzw. Neunter über 50 Meter und 100 Meter Freistil knapp die Qualifikation für den Finallauf bei den Kurzbahneuropameisterschaften 1998 in Sheffield. Auch 2000 wurde er erneut für die Olympischen Spiele nominiert. In Sydney erreichte er die Plätze 29 und 43 über die kurzen Freistilstrecken. Sieben Jahre nach dem Gewinn der Silbermedaille bei den Sprintschwimmeuropameisterschaften konnte er diesen Erfolg wiederholen und musste sich bei den Kurzbahneuropameisterschaften 2000 in Valencia über 100 Meter Lagen nur dem Slowenen Peter Mankoč geschlagen geben. Seine letzten internationale Meisterschaften bestritt Sei bei den Kurzbahneuropameisterschaften 2002 in Moskau, wo er über 50 Meter Schmetterling das Finale erreichte und seine internationale Karriere mit einem estnischen Rekord und dem siebenten Platz beendete.
Während seiner Karriere gewann Sei 38 estnische Meistertitel auf der 50-Meter-Bahn und 66 Titel auf der 25-Meter-Bahn. Er verbesserte 14 Mal estnische Rekorde. Aufgrund seiner guten Leistungen in dem Jahr 1993 wurde er zu Estlands Sportler des Jahres gewählt.

## Rekorde
Indrek Seis Bestleistungen auf der 25-Meter-Bahn
| Strecke            | Zeit  | Datum             | Ort       | Anmerkung         |
| ------------------ | ----- | ----------------- | --------- | ----------------- |
| 50 m Freistil      | 22,32 | 2. Dezember 1993  | Palma     |                   |
| 100 m Freistil     | 49,38 | 10. Dezember 1998 | Sheffield |                   |
| 50 m Schmetterling | 23,74 | 5. April 2002     | Moskau    | estnischer Rekord |
| 100 m Lagen        | 54,22 | 17. Dezember 2000 | Valencia  |                   |

Indrek Seis Bestleistungen auf der 50-Meter-Bahn
| Strecke            | Zeit  | Datum          | Ort       | Anmerkung         |
| ------------------ | ----- | -------------- | --------- | ----------------- |
| 50 m Freistil      | 22,56 | 9. Juli 2000   | Helsinki  |                   |
| 100 m Freistil     | 50,78 | 3. August 1993 | Sheffield |                   |
| 50 m Schmetterling | 24,45 | 4. Juli 2000   | Helsinki  | estnischer Rekord |